# Den Helige Benedictus kloster

Den Helige Benedictus kloster är ett katolskt benediktinerkloster för munkar inom katolska kyrkan i Sverige, beläget i Tomelilla kommun, i nära anslutning till nunneklostret Mariavalls kloster. Arkitekt var Per-Olof Kippel (Brave Arkitektkontor).
Klostret invigdes i mars 2009.